# Cantón Colimes
Colimes es un cantón de la Provincia del Guayas en la República del Ecuador. Su cabecera cantonal es la ciudad de Colimes, fue descubierto en 1534 por Pedro de Alvarado cuando estaba haciendo sus intentos de conquista.
Fundada en 1916 con la construcción de la iglesia católica ¨Santa Rosa de Colimes¨ ubicada en el centro del cantón; cuenta con una población total de 25.167 habitantes, tiene una extensión 755 km, ubicada a 85 km al norte de Guayaquil.

## Historia
Colimes antes de ser cantón en la época de la prehistoria se encontraba habitada por la tribu “colimas” extensión de la cultura Manteña Huancavilca, se remonta a la época precolonial, considerándose la región donde se acentuó dicha cultura por estudios hechos por el arqueólogo Dr. Xavier Marcos.
Colimes en época de la colonia alcanzó un desarrollo relativo debido a que este cantón era punto de entrada y salida de algunos pueblos cercanos del centro de Manabí, en los primeros años de descubrimiento ya se había convertido en un centro poblacional, el 3 de enero de 1862 fue erigida en parroquia civil como parte del cantón Daule, al que perteneció por un largo tiempo, hasta el 19 de septiembre de 1903 y para esta fecha pasó a ser parte del cantón Balzar. Fue cantonizada cuando el Plenario de las Comisiones Legislativas Permanentes expidió el decreto correspondiente, que fue sancionado posteriormente por el presidente León Febres Cordero y publicado en el Registro Oficial n.º 925 el día 29 de abril de 1988.
Durante los primeros años Colimes estuvo constituida por un conglomerado de haciendas entre las que se destacaban la Etelvina, desde esa época y en la actual propiedad de la familia Santistevan, en esta hacienda se elaboraban una diversidad de productos derivados de café y cacao. Los primeros pobladores asentados en Colimes fueron: Enrique, Ruperto, Juan Victoriano, Pedro, Julián Burgos y doña Rosa Mutre todos de origen manabita. Fue Fray Leandro Fierro su primer Sacerdote a cuyo cargo corrió la construcción de la Iglesia, la que empezó a edificarse el 20 de noviembre de 1858 y bendecida el 6 de abril de 1865, la misma fue luego reconstruida y modernizada por su Párroco de Origen Irlandés Desmont Daltón, quien solicitaba fondos que llegaban por donaciones desde Europa, edificando además la sala de velaciones, el local de atención de ancianos y un nuevo colegio particular llamado "Santa Rosa" en homenaje a la patrona del Cantón, este fue creado años después del que creara el Abogado Santistevan, (hoy una de las ciudadelas de la cabecera cantonal lleva su nombre "Desmont Daltón), como homenaje a su benefactor eclesiástico). Hay que señalar que el primer periódico editado fue el “Eco de Colimes”, bajo la dirección del Dr. Sixto Daniel Cuesta Uvilla, también al estilo mural se publicaba un periódico mural a las afueras de la casa del Señor Alejandro Lara, con resúmenes semanales de hechos que incluía el campeonato de indor fútbol.
Gracias a la lucha fecunda y tenaz de sus hijos encabezados por Abogado Adolfo Santistevan Bayas, quien creó el comité Pro cantonización e incluso sufrió prisión por la dictadura militar por la exigencia de la cantonización, Colimes vio la luz el 29 de abril de 1988, una vez que se promulgó en el registro oficial. El Dr. Jorge Zavala Baquerizo trató nuevamente el tema y fue publicada en el Registro oficial por mandato de la ley. 
El primer colegio de Colimes fue fundado como particular frente al parque central de la población, en los altos de la casa de Don Roberto Alava, fue también el Abogado Adolfo Santistevan el que llevó adelante este plantel, quién pocos años después realizó personalmente el trámite de volverlo particular, cumpliendo así su sueño de que Colimes tenga educación gratuita para sus hijos, donando el mobiliario a lo que hoy es el Colegio Técnico Pecuario "Colimes".
Por decisión del Concejo Cantonal, la fecha de celebración de su aniversario fue trasladada al 13 de noviembre, en recuerdo al día en que se instaló el primer cabildo colimeño.

## Geografía
El cantón Colimes se ubica geográficamente al norte de la provincia del Guayas, limita con los cantones Balzar al norte, Palestina al sur y con las provincias de Los Ríos y Manabí al este y oeste respectivamente. Colimes presenta una de las particularidades más especiales en la provincia del Guayas por su aspecto de ser una especie de colina con suelo arenoso más o menos plano. Está situado a 85 km al norte de Guayaquil, en un desvío a mano izquierda en la vía a Palestina, luego se cruza el río Daule.

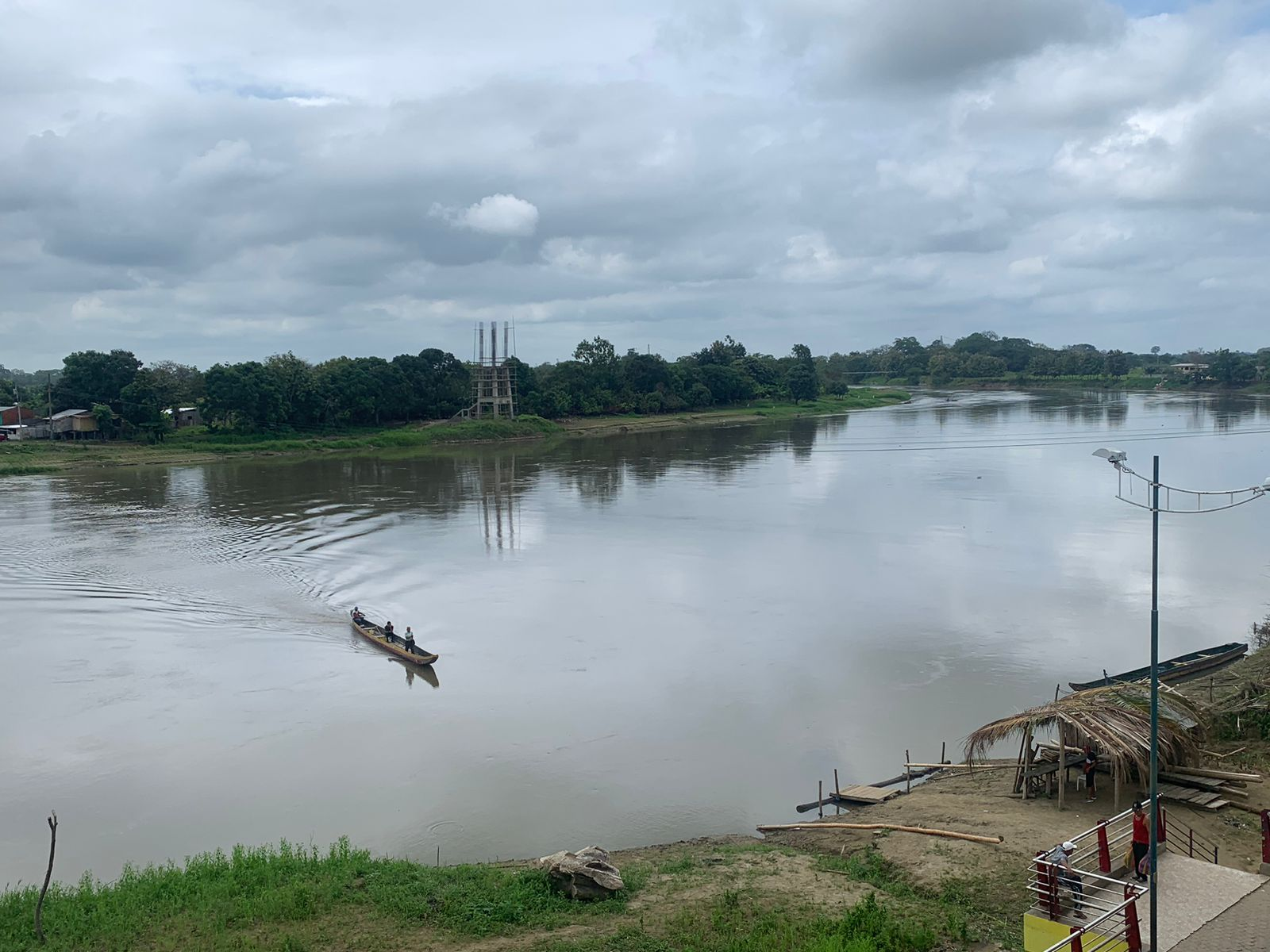

El cantón Colimes está bañado por dos ríos; el río Colimes o Paján, el cual desemboca en el Daule, formando justo en su desembocadura una extensa y hermosa playa junto a la cabecera cantonal. El terreno colimeño es irregular con elevaciones de poca altura. Se destacan al norte Las Palmeras y Flor de María. También se encuentran los cerros de Los Monos, Las Raíces y Las Lozas.
La parroquia de San Jacinto se creó el 3 de julio del 2003, según Ordenanza N°. 0131; publicada en el R.O. N°. 117en la jurisdicción del cantón Colimes, en el poblado del mismo nombre y formando parte de los siguientes recintos: Centinela, Las Balsas. Las Colembas, La Virtud, Bellavista, La Alegría, San Eduardo y Boquerón; posteriormente se anexa al ámbito de la parroquia, los Recintos de: San Antonio, Potrerito, Cerro Alto, Cadeal, Las Muras, London, Chorrillo, Mezada de Abajo, Mezada de Arriba, Quintero y Guasmal.
Colimes tiene grandes atractivos turísticos y culinarios, destacan sus playas sus huertas cacaoteras, donde habitan monos que en el amanecer estremecen el ambiente con sus gritos, hay además una gran variedad de Fauna y flora con Orquídeas silvestres, así como sus famosas playas de agua dulce y el seco de pato infaltable.

### Clima
Colimes se encuentra en la zona de clima Tropical Megatérmico (para temperaturas mayores a 22 °C) semi húmedo (entre 1000 y 1200 mm anuales), la temperatura promedio se ubica entre 25 y 26 °C, mientras que las precipitaciones medias anuales y van de 500 a 600 mm, y la evapotranspiración potencial de 1500 a 1700 mm, con variaciones desde el noroccidente al suroriente. El periodo seco se identifica entre los meses de julio a diciembre, El número de días secos medios anuales varían desde 120 al nororiente, hasta 160 al suroccidente, y el número de días del período vegetativo favorable para la agricultura va de 160 al sur hasta 170 al norte, entre enero a junio.

### Cantones limítrofes con Colimes
| Noroeste: Olmedo      | Norte: Balzar    | Noreste: Balzar    |
| Oeste: Paján          |                  | Este: Vinces       |
| Suroeste: Pedro Carbo | Sur: Santa Lucía | Sureste: Palestina |

## Parroquia
- San Jacinto (parroquia rural) situado en la parte sur del cantón y a 20 minutos de la cabecera cantonal. Además, existen 75 recintos en las zonas rurales.[2]

## Economía

### Principales Productos
El principal producto que se cultiva en el cantón Colimes es el arroz, pero también existe pequeñas plantaciones de cacao, café, tabaco, banano, fréjoles y gran variedad de frutas tropicales como maracuyá, naranjas, mandarinas, papayas y extensiones considerables de pasto para ganadería lo que propicia actividades de crianza de ganado vacuno, porcino y aves de corral. Entre las plantaciones sobresalientes en el suelo del cantón se pueden anotar Mango, (1195,12 ha), teca (542,63 ha), cacao (661,74 ha), maíz y plátano, con superficies menores.

### Economía
El sector donde se ubica el cantón es potencialmente productivo, por lo que sus ingresos provienen casi totalmente de esta actividad. La principal actividad agrícola es el cultivo de arroz. Si bien es cierto que el uso de la Tierra en el cantón Colimes está caracterizado por la actividad agrícola, es importante resaltar que gran porcentaje de su territorio no se encuentra bajo un sistema productivo, pues corresponden a áreas naturales (vegetación arbórea seca, matorral seco, pastos naturales, humedales), centros poblados ríos, infraestructura; siendo dicho territorio de aproximadamente 48.750,48 hectáreas, lo que constituye más de la mitad del cantón (64, 78%). Aproximadamente el 20% del territorio cantonal corresponde a un sistema de producción mercantil, el 13,1% a un sistema combinado, el 0,7% a un sistema marginal y el 0,6 a un sistema empresarial. 
El sistema mercantil se caracteriza por el cultivo de productos como arroz (predominante), maíz, cacao, plátano, maní, caña guadua, mango, carne, leche y pasto. La mano de obra que interviene en estos sistemas en mayoritariamente familiar y ocasionalmente una persona externa contratada; no es mano de obra capacitada, la maquinaria generalmente no es propia y la producción en general es para consumo local. El sistema de producción combinado cuenta con productos como el arroz y superficies mínimas de pastos dedicados para la ganadería. La mano de obra es desde familiar hasta contratados permanente y no está capacitada de acuerdo a las necesidades productivas y su realidad. El sistema de producción marginal se destina casi exclusivamente para el consumo local. La mano de obra es familiar. Finalmente el sistema de producción empresarial, Los productos que caracterizan al sistema empresarial en el caso de Colimes está dado básicamente por la presencia de teca y mango, donde dicha producción está destinada a la exportación. 
En cuanto al uso de semillas, prevalecen las semillas certificada y registrada, es decir aquella que tiene el respaldo de calidad de los centros agropecuarios o entidades de producción, bajo el sello de certificación. En este sistema se implementan métodos químicos y orgánicos de control, las cuales compatibilizan las exigencias de la productividad agrícola. Dentro de este sistema el conjunto de maquinarias y equipos utilizados para sus labores agrícolas es propio. La infraestructura de riego varía según las necesidades y características de los cultivos. Por ello, se puede destacar dentro de este sistema dos métodos de irrigación; uno de ellos es la aspersión, el mismo que emiten el agua en forma de precipitaciones a través del uso de micro aspersores, tratando siempre de cubrir la totalidad del cultivo. Otro de los métodos es el goteo, el cual permite la utilización óptima de agua y abonos al infiltrarse directamente hacia las raíces.
San Jacinto es una próspera parroquia del cantón colimes, eminentemente agrícola. El principal producto que se cultiva es el arroz, le siguen el cacao, café, tabaco, banano, fréjoles y gran variedad de frutas tropicales como maracuyá, naranjas, mandarinas, papayas y otras. Por lo que la mayoría de la población se dedica a la actividad agrícola. En la Parroquia existen grandes zonas dedicadas a la crianza de ganado vacuno, porcino y aves de corral. Agroturismo en hacienda Rosa Herminia. Es una tradicional hacienda del sector, con más de 300 hectáreas de extensión, dedicada principalmente al cultivo de cacao.
Además de las faenas de producción agrícola y ganadera, durante la visita es posible apreciar una muestra de las tradiciones locales, la vida rural y la interacción con la vida silvestre. Su atención al turismo se da únicamente durante la estación seca. Su anfitrión y propietario es Guillermo Rendón.

### Relación entre los sectores económicos
El cantón mantiene relaciones de exportación e importación por actividades como la agricultura, pesca, ganadería y silvicultura. Se encuentra relacionado a su vez con el tema del transporte y comercio, brinda acciones relacionadas con la construcción de industrias manufactureras aportando a la economía de Colimes. El sector económico que engloba a todas las empresas ubicadas en dicho lugar va fortaleciendo las relaciones de negocios para productos que se cultivan en este territorio.
El sector más ocupado es el primario con un 34,94 %; resaltando actividades como: agricultura, ganadería, silvicultura y pesca, etc. Luego viene el sector terciario con el 14,11 % el mismo % que se encuentra relacionado con: Comercio, transporte, información, etc. El sector secundario es el que menor población ocupada tiene (1,79 %) abarca actividades relacionadas con la construcción e industrias manufactures. El 6,64 % representa a trabajadores no declarados. 
El género tiene facciones muy marcadas en el desarrollo de las actividades económicas en el cantón, es así que en el sector primario el 96,9% de los participantes son hombres, en el secundario el 87,4 %; solo en el sector terciario (comercio) la mayor proporción es de mujeres, aunque la diferencia es irrelevante (49,1% hombres y 50,9% mujeres).

## Turismo

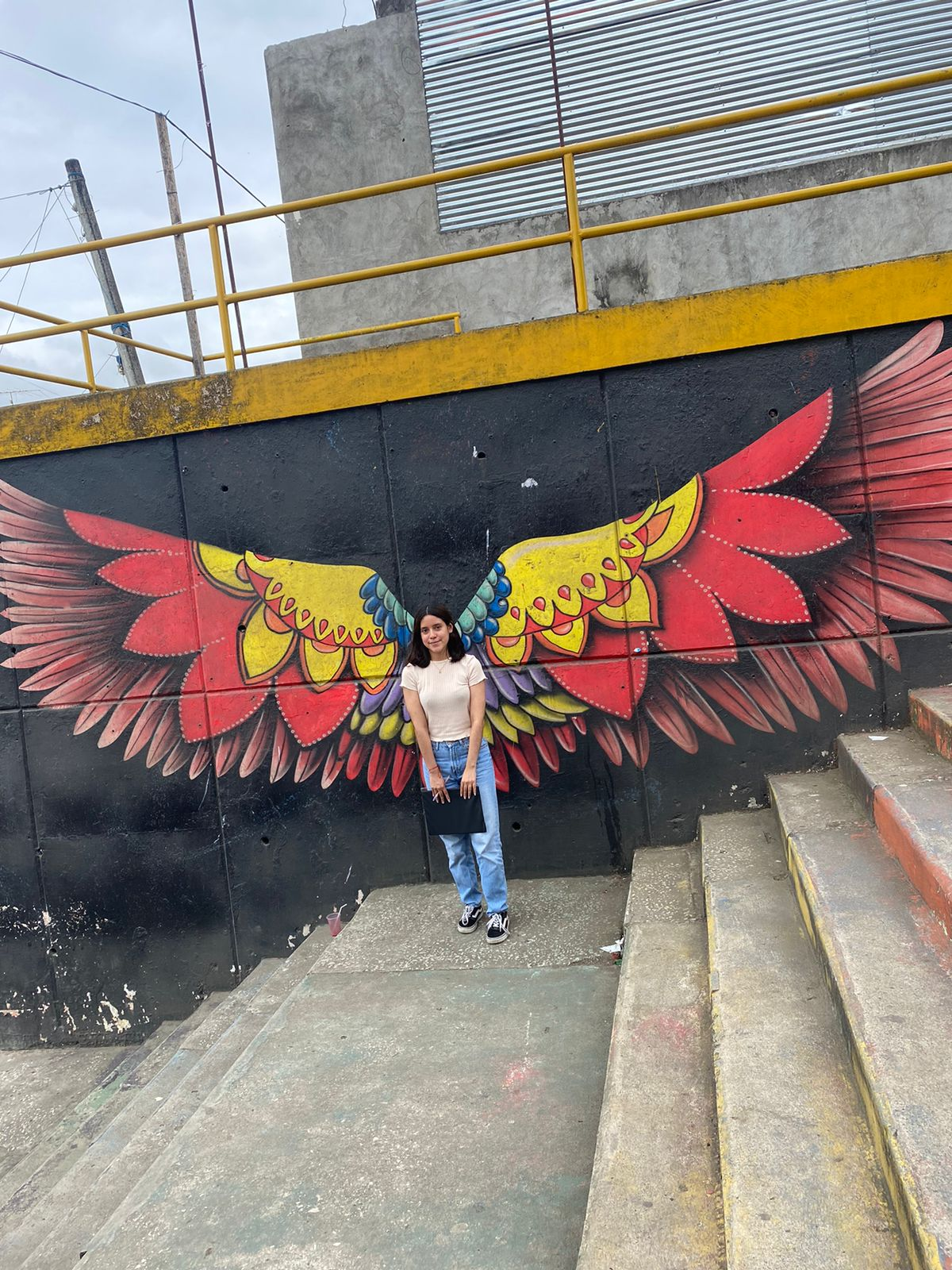

El turismo es la actividad que le permite a la comunidad ser conocida y brinda estabilidad comercial, lo cual promueve cierta parte del sector monetario de la provincia. A través de las actividades que se pueden realizar en este lugar se genera plazas de empleo generando ingresos en cada familia.

Colimes tiene fama por la longevidad de su tierra, lo cual se ve acompañado con su ambiente sano y natural a lo largo de todo el territorio cantonal. Posee una playa de agua dulce, tierras fértiles lo cual por épocas aporta a la economía.
Con referencia al ámbito turístico, se presenta características en esta provincia del Guayas, el río Daule cruza cierta parte oriental del territorio, en su punto cardinal el Oeste atraviesan los ríos Paján y Lascano que al unirse forman el río Colimes que desemboca en el Río Daule.
Con referencia al ámbito turístico, se presenta características en esta provincia del Guayas, el río Daule cruza cierta parte oriental del territorio, en su punto cardinal el Oeste atraviesan los ríos Paján y Lascano que al unirse forman el río Colimes que desemboca en el Río Daule.

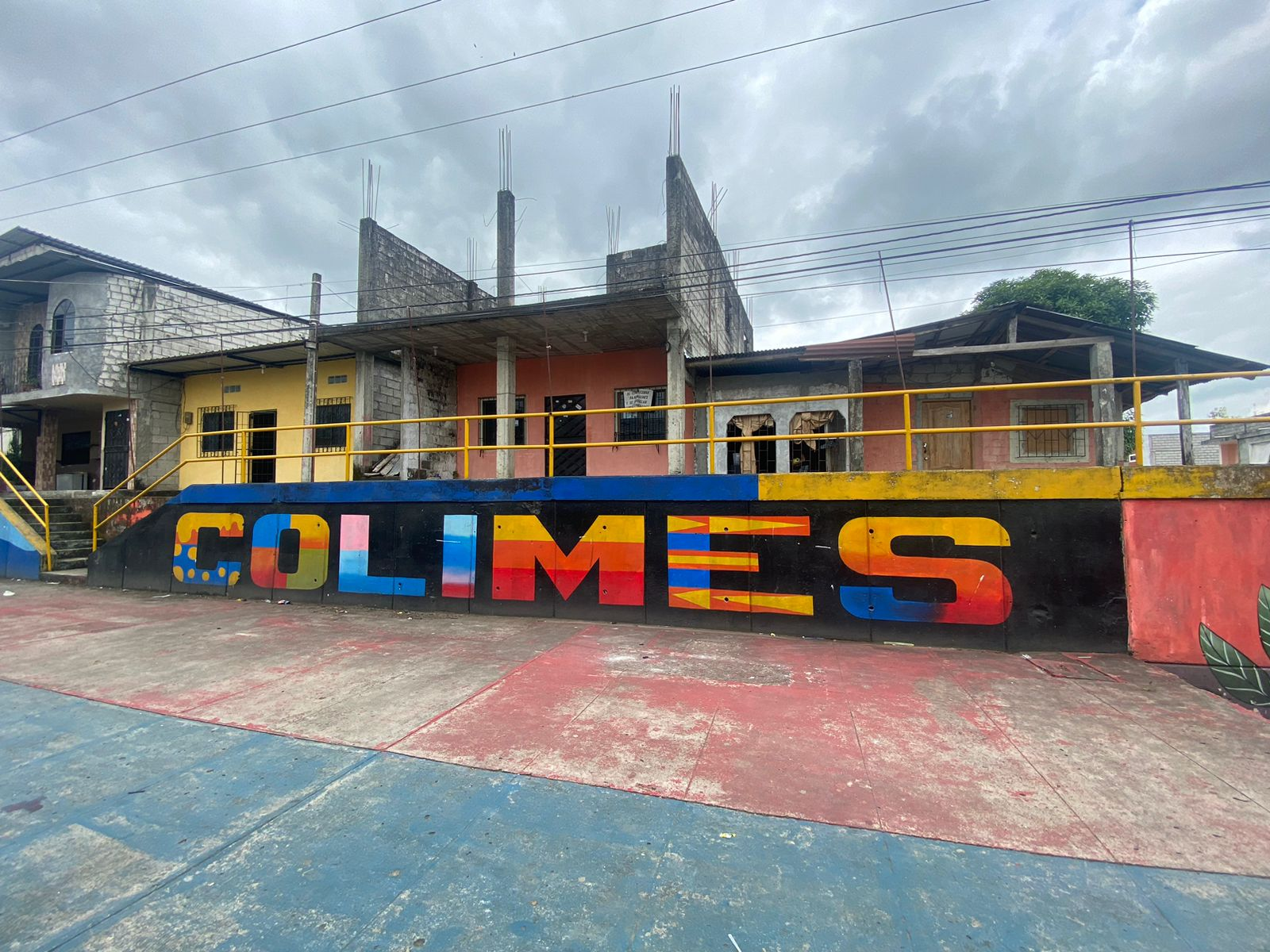

Es importante destacar las amplias playas del río Colimes principalmente en la época seca. A lo largo de su ribera podemos encontrar cautivadores lugares. Colimes presenta una de las particularidades más caracterizadas en la provincia del Guayas por su aspecto de ser una especie de colina con suelo arenoso. El suelo del cantón es más o menos plano, se destacan hacia el Norte, las cordilleras de los Palmares y Flor María que son de poca altura.
Al ingreso de la ciudad de Colimes, nos encontramos con su majestuoso puente, que es utilizado diariamente para la comunicación terrestre de varios cantones aledaños, y para lo más importante del agricultor sacar sus productos para poder comercializarlo.

### Atractivos Turísticos

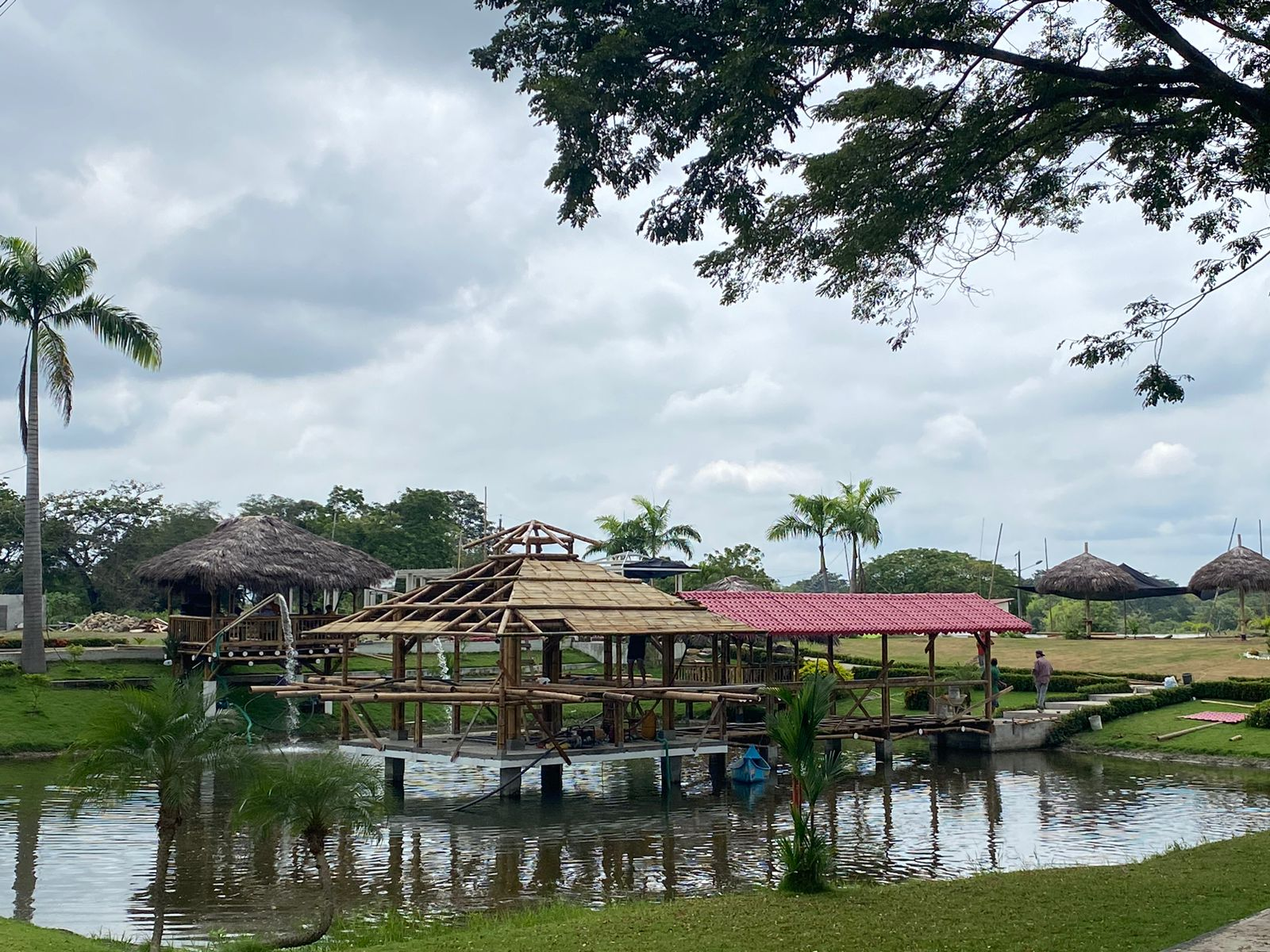

#### Las amplias playas del río Colimes
Este atractivo tiene su afluencia dentro de la época seca del cantón que comprende los meses de junio hasta diciembre, aquí los turistas pueden disfrutar de sus cálidas aguas y de la comida que ofrecen los habitantes a lo largo de la orilla del río.

#### Finca El Lago
El destino ideal para el descanso y recreación se encuentra en Colimes en el km 5 vía a Olmedo en dónde se puede disfrutar de actividades al aire libro, paseos en canoas y caballos, disfrute de comidas típicas y áreas de descanso en hamacas y casas construidas a base de caña. 

#### Museo de Anasque
Es una comunidad ubicada en la localidad de Anasque el sitio tiene como objetivo dar a conocer la historia de culturas provenientes de Daule, Milagro Quevedo y Tribu Peripa a través de vestigios como: estatuillas, vasijas, figurillas de cerámica y casa construidas en árboles.

#### Iglesia Mayor Santa Rosa de Lima
Construida en el año 1916 en conmemoración de la patrona del cantón y remodelada en 1975, posee un estilo historicista inspirándose en el arte gótico medieval por su estructura con bóvedas y arcos. Su entrada se ve marcada por una escalinata que da lugar a la entrada principal, por dentro de esta podemos divisar imágenes de San Vicente Ferrer, Virgen de la Merced, San Francisco de Asís, Virgen del Carmen, Narcisa de Jesús, Divino Niño y Virgen de Fátima. Esta Iglesia puede ser visitada y se encuentra ubicada en las calles Sucre y 29 de abril, se la puede visitar de lunes a domingo desde las 07h00 hasta las 21h00.

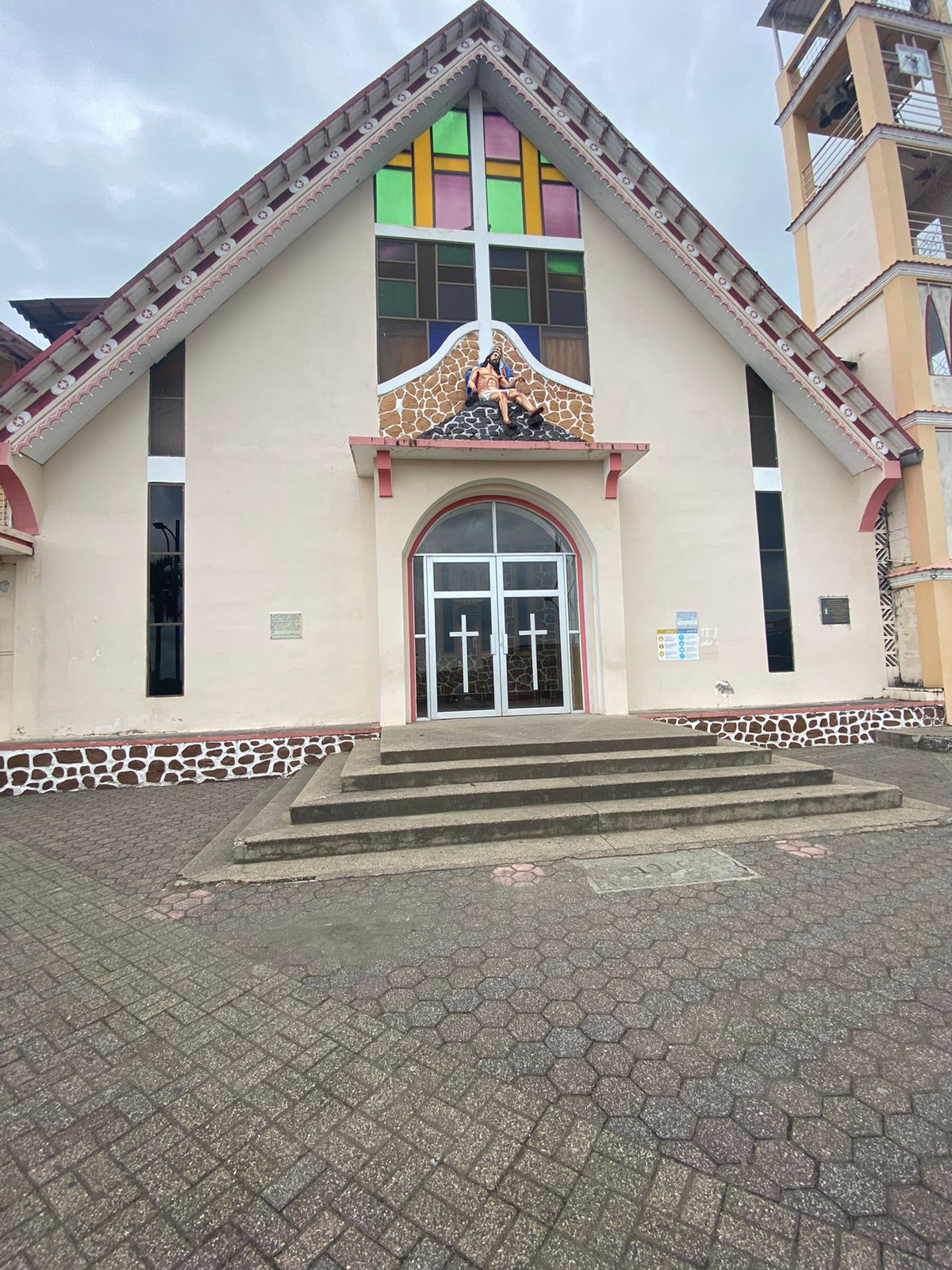
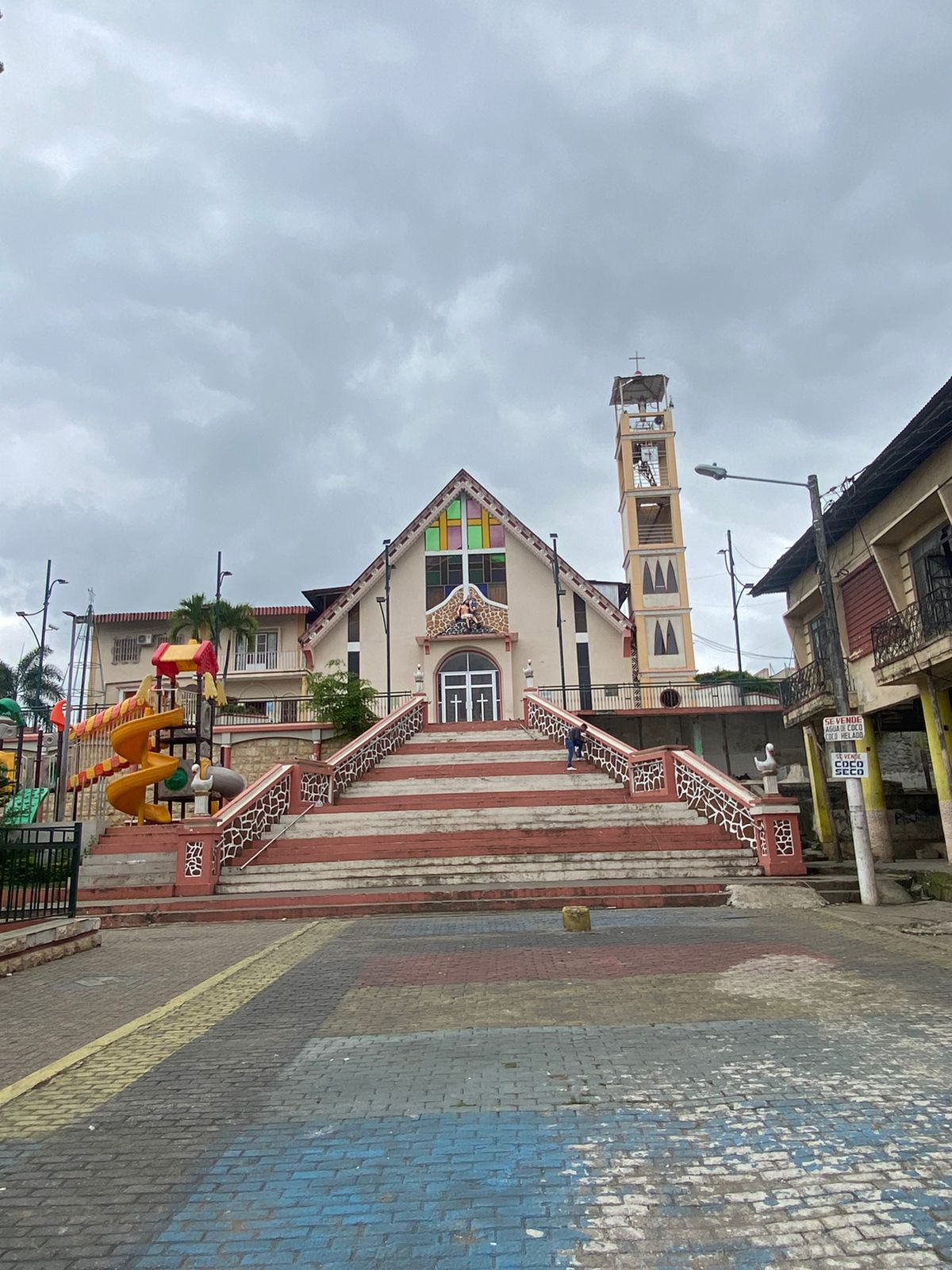
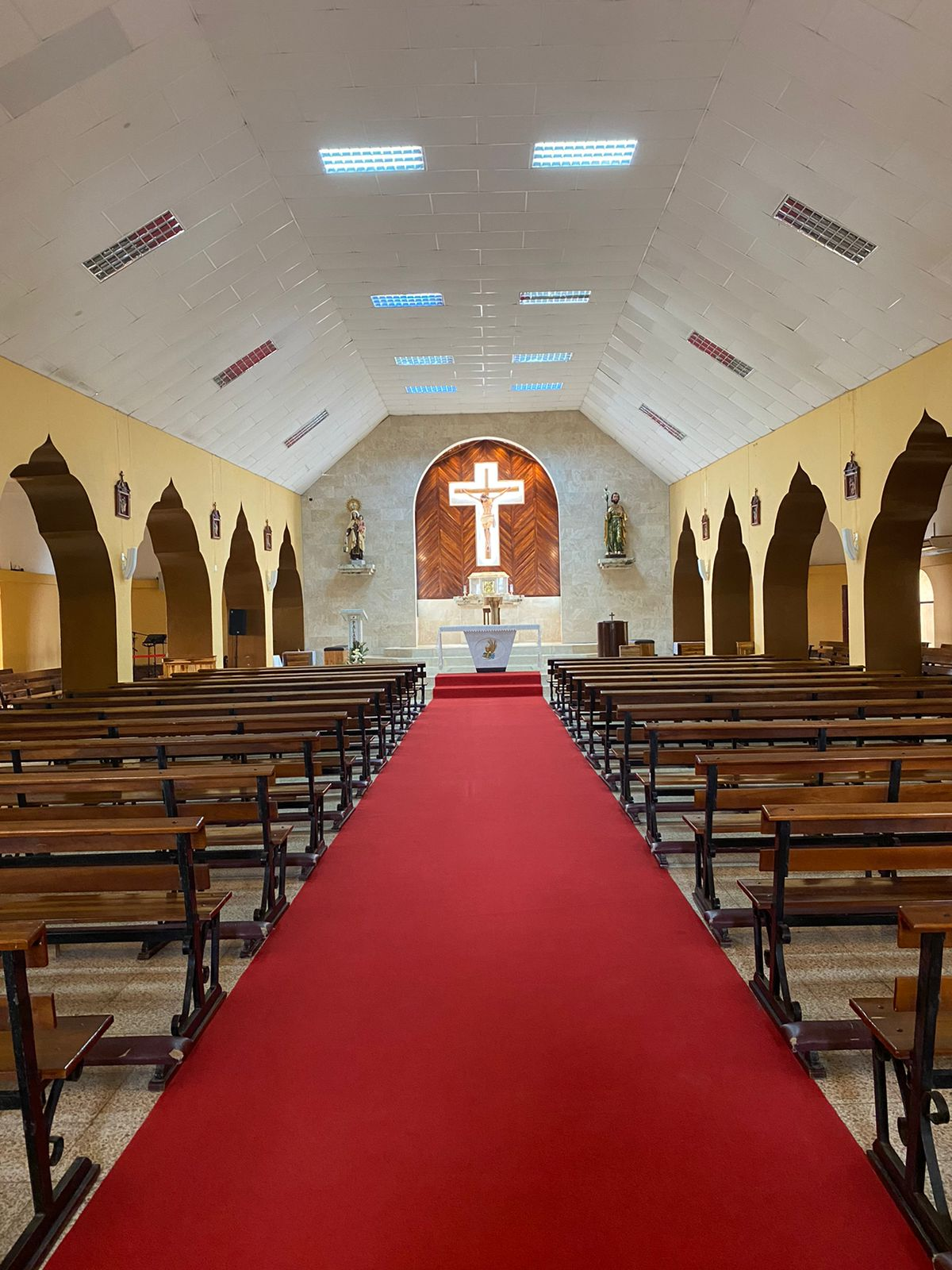

#### Malecón Honorario Santistebán
El recientemente remodelado Malecón cuenta con un mirador que ofrece una vista espléndida de gran parte del cantón, estructuras para la diversión de niños, vista al río y puestos de comida rápida para disfrute de todos.

#### Ruta de arroz
Colimes está identificado dentro de la Ruta Turística del Guayas en el Corredor vial 48-482-885, correspondiente a la Ruta del Arroz. Los cantones que conforman la Ruta del Arroz se caracterizan por su riqueza artesanal ancestral, así como una variada gastronomía típica de la zona.

#### Florecimiento de Guayacanes
Una vez al año ocurre el florecimiento de los Guayacanes, de los cuales se desprenden sus flores y forman un mar de flores amarillas. La floración se lleva a cabo entre mediados de diciembre y principios de enero.
Este espectáculo de la naturaleza se puede apreciar en la hacienda Las Habras, al lado izquierdo de la vía a Olmedo. La hacienda cuenta con un campo que permite tener contacto directo con la naturaleza y experimentar el turismo de una forma mágica e inolvidable.
Las Habras tiene un sendero de 2 km que cruza a través del bosque natural de los Guayacanes. La caminata tiene una duración aproximada de una hora, y también se puede apreciar más flora durante el recorrido como especies de orquídeas y palo de sangre.
Además de disfrutar de la belleza del paisaje también se puede realizar distintas actividades como paseo a caballo o en bicicleta, observar aves, paseo en bote, visitar el museo de objetos tradicionales y degustar de una variada y exquisita gastronomía. 
La tarifa de ingreso a la hacienda Las Habras es de US$3,00 para adultos y US$2,00 para niños y personas de la tercera edad.

## Costumbres y tradiciones

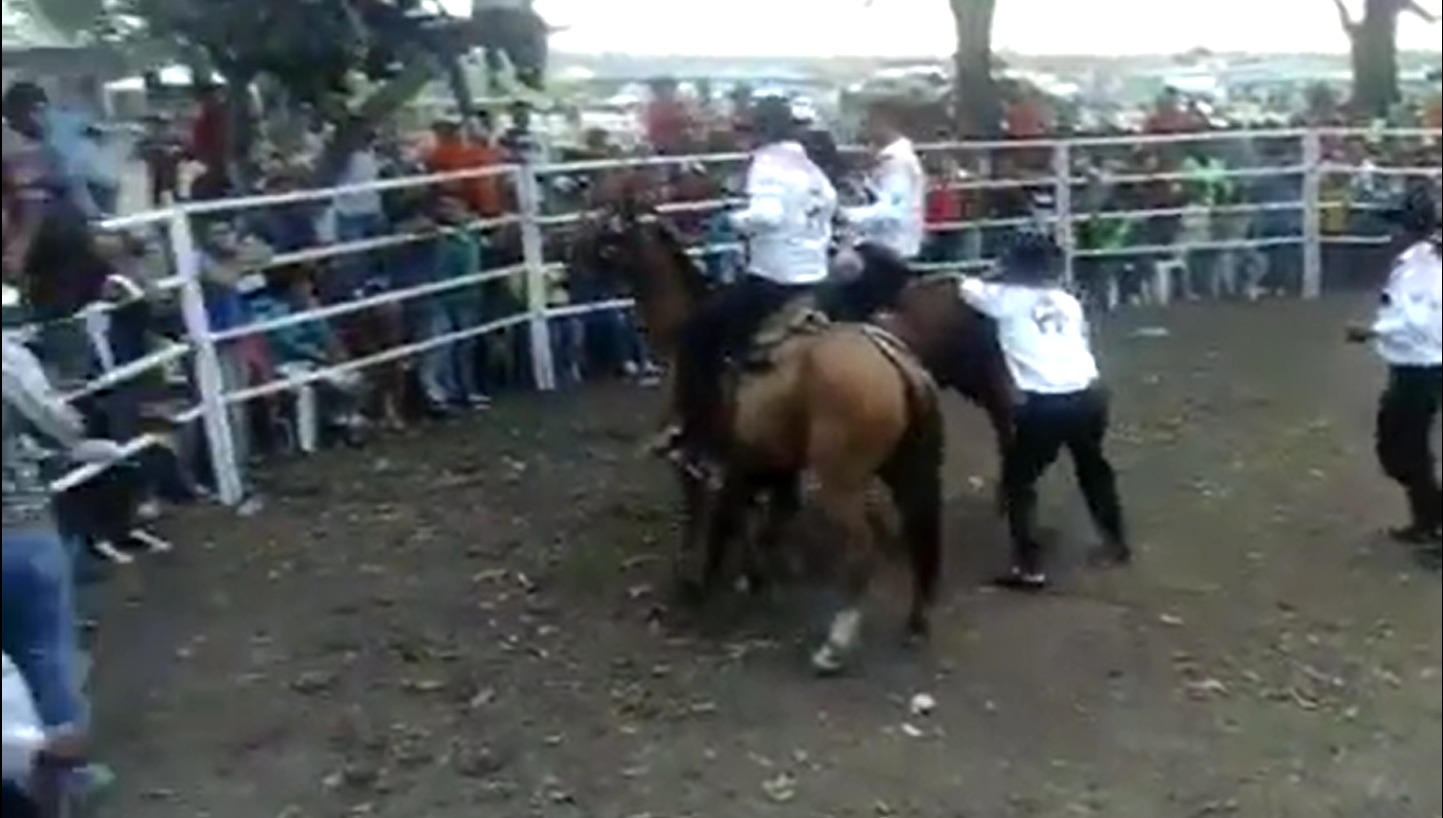

Fácilmente se puede deducir que entre las tradiciones que tiene este dicho cantón se destaca: las carreras de caballo, corridas en bicicleta y rodeos de montubios. Como costumbres cada año este territorio realiza sus fiestas patronales con la finalidad de que muchas personas visualicen eventos especiales. 
Las fiestas patronales, fiestas de Colimes o también conocidas como las fiestas de Santa Rosa son celebradas el 30-31 de agosto, con desfiles, bandas, carros y bailes folclóricos. 
En el mes de julio en este cantón, también se celebran las fiestas de ¨Las Carmen¨ en honor a las vírgene
s con procesiones y actividades dentro y fuera de la Iglesia.

### Gastronomía

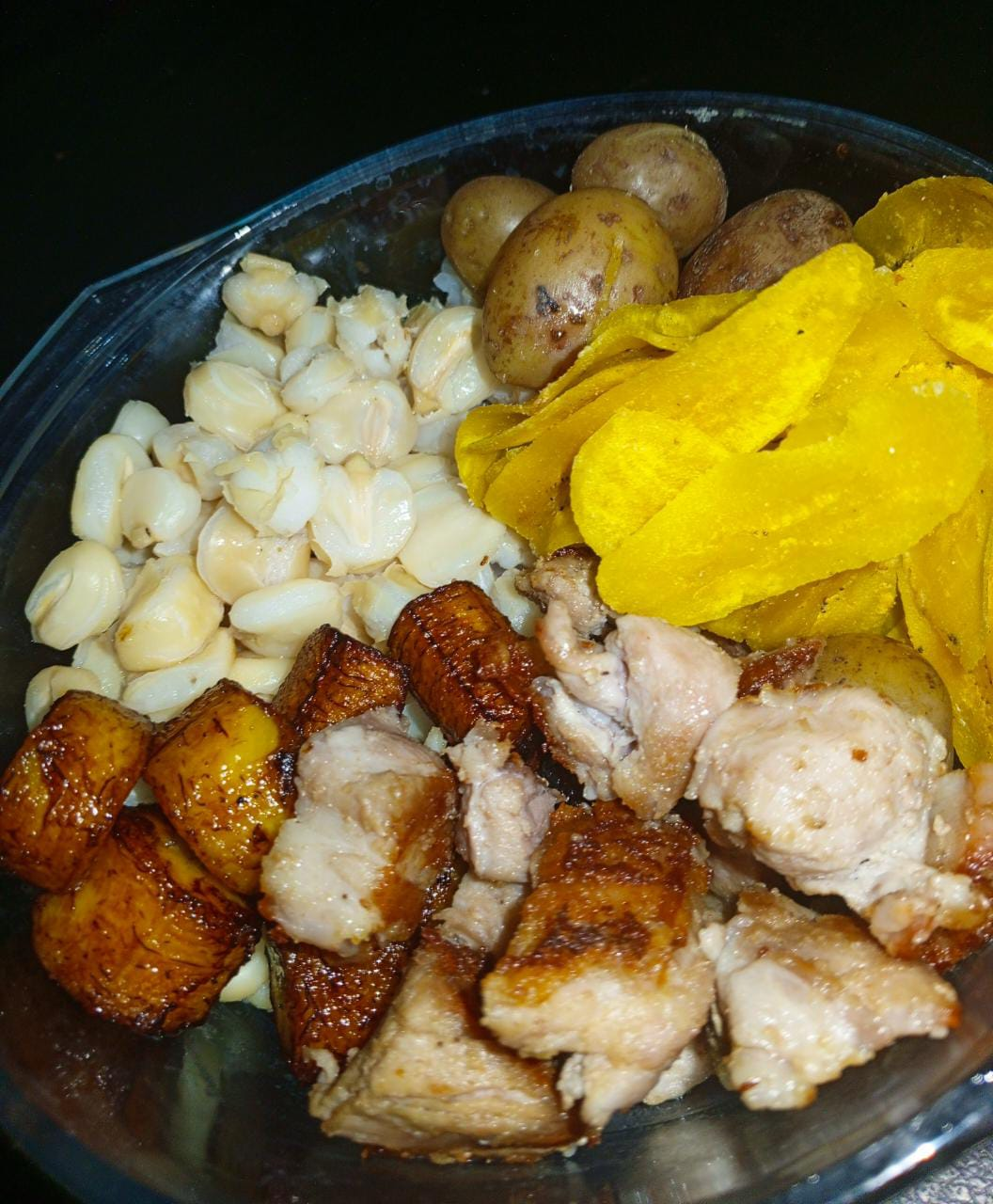

La alimentación es una condición esencial para el mantenimiento de la existencia humana, es un acto histórico y social cotidiano necesario para mantener la vida. La elección de alimentos para la comida de cada día es un asunto personal que generalmente la gente se resiste a seguir una dieta total o parcialmente inventada por otra persona. Los consumidores son los que escogen los alimentos que comen y un gran número de factores influyen en sus elecciones, como la calidad, el precio, el sabor, la costumbre, la disponibilidad y la conveniencia. Indudablemente lo que comemos va ligado a nuestra habilidad de disfrutar la vida a plenitud, mientras unos eligen comer toda clase de alimentos, otros por motivos éticos, medioambientales y hasta económicos prefieren no comer algún tipo de alimento. Se consideran como típicos del sector el seco de gallina y la fritada de carne de cerdo. 
Estas comidas, habitualmente se sirven en cuencos o platos de porcelana, plástico, vidrio o metal haciendo que el contenido tome la forma del plato. El sabor y aroma llega inmediatamente incluso antes de que el plato sea servido, los locales, puestos en las calles y dentro del Malecón mantienen el aroma en sus espacios dando una experiencia completa de inicio a fin y no sólo cuando es el momento de la ingesta. El seco se presenta con una presa de pollo o gallina guisado y sazonado en salsa de vegetales, servido con arroz y maduro frito. La fritada se compone por trozos de carne de cerdo en forma de cubos, aliñados y fritos en abundante aceite. Se sirve con                                                                       mote y ensalada. 

### Folcklore

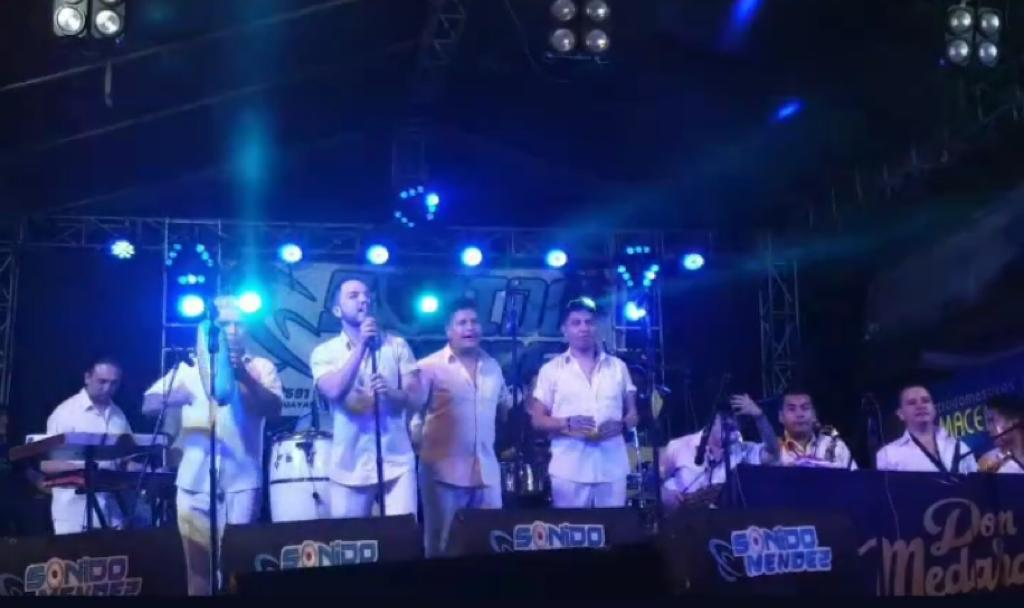

Las expresiones culturales relevantes en este campo son las Fiestas de Cantonización, como el hecho político que marca la creación oficial de la localidad y por ende el inicio de su independencia administrativa y jurídica que permitirá su proyección social en la historia de la zona y el país. Es importante mencionar que en este contexto caben otras actividades que poseen un fuerte contenido político y efecto social como es: primero, la Elección de la Reina de la localidad y, segundo; el acto de premiación a los actores más sobresalientes que participan en el Rodeo.

Durante las Fiestas de Cantonización también ocurre un evento denominado Los Balconazos, un festival de música folclórica que se lleva a cabo al pie de la Iglesia Santa Rosa de Lima. El festival adopta este nombre debido a que todos los ciudadanos participan en él desde los balcones de sus viviendas, convirtiéndolo en un evento lleno de algarabía.

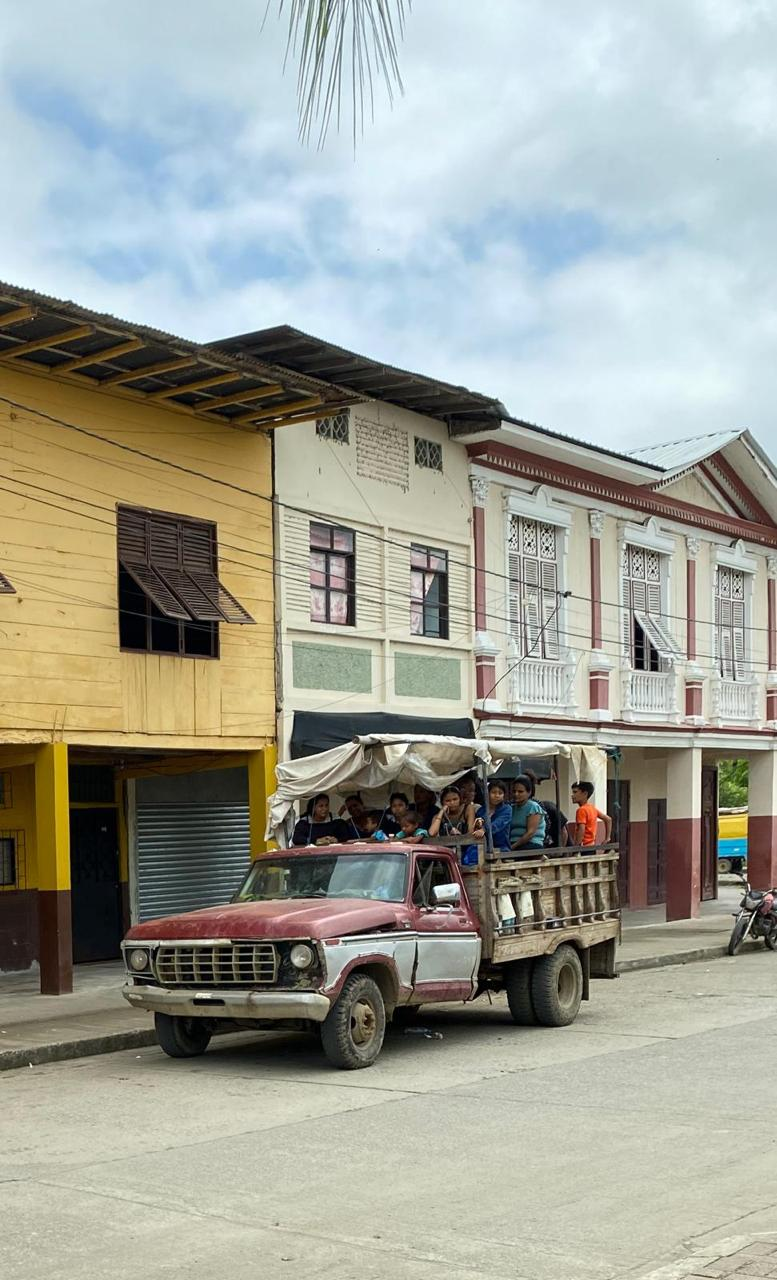

### Montubio
El rodeo montubio es el espacio local donde la figura del vaquero (masculino o femenino) adquiere un perfil de respeto, credibilidad, honorabilidad, fuerza y defensa y afirmación de lo autóctono, de lo propio, de la tierra. Estos valores intrínsecos y personalizados en los vaqueros ganadores se plasman en una proyección política de los mismos hacia otros contextos como son el convertirse en potenciales candidatos a dignidades locales, cantonales o provinciales.
El rodeo montubio se lleva a cabo anualmente cada 12 de octubre para conmemorar el día de la raza. Se realiza en la cabecera cantonal y cuenta con un programa lleno de actividades como ensillar y montar caballos, lazar becerros, elección de la criolla bonita, actos de destreza con caballos, monta de caballos salvajes o como lo denominan coloquialmente caballos chucaros y culmina con la premiación a los ganadores.

### Manifestaciones religiosas
La religión como producto ideológico ha estado presente en cada fase de desarrollo que la humanidad ha ejecutado. Mitos, leyendas, la creación de seres superiores, magnánimos o perversos han determinado la interpretación del mundo y del quehacer del ser humano, de su destino o la voluntad de crear y marcar su propio devenir.
Posteriormente a la estructuración de las distintas concepciones teológicas, se dio paso a que su divulgación se produzca en el mundo a través de los procesos de conquista y con ella la inserción en las distintas sociedades de una visión del mundo, la naturaleza, el ser humano y su rol en el momento vital que le corresponde desarrollar. Encontramos que la Religiosidad se manifiesta principalmente en la veneración del santo patrono o santa patrona de la localidad. Los moradores en su rol de fieles creyentes entregan sus plegarias a estas imágenes con la esperanza de ser escuchados y satisfechos en sus peticiones. Para ello destinan una fecha en el año para realizar la celebración que honre la presencia protectora de dicha divinidad, al tiempo de entregar lo mejor que la mortalidad y limitación humana puede ofrecer a través de una fiesta con elementos mayoritariamente teológicos pero que no escapan al carácter mundano propio de la naturaleza humana.
La más plausible explicación de este hecho se lo encontraría en la cosmovisión rural, donde el hombre, el varón, es quien está destinado y posee el rol preestablecido de lograr el bienestar diario de su familia con base en su trabajo, al tiempo de ser la figura protectora ante todo mal o inconveniente que surja. De allí que el mejor y único llamado a ser el ente que salvaguarde a la localidad, sus miembros, sus tierras, cosechas, animales, sea un patrono que desde su posición de varón comprenda las vicisitudes que viven, y consecuentemente ejerza su poder divino a favor de sus fieles creyentes.